# 76e cérémonie des New York Film Critics Circle Awards
La 76e cérémonie des New York Film Critics Circle Awards, décernés par le New York Film Critics Circle, a eu lieu le 12 décembre 2010, et a récompensé les films réalisés dans l'année.

## Palmarès
- Meilleur film :
  - The Social Network
- Meilleur réalisateur :
  - David Fincher pour The Social Network
- Meilleur acteur :
  - Colin Firth pour le rôle du roi George VI dans Le Discours d'un roi (The King's Speech)
- Meilleure actrice :
  - Annette Bening pour le rôle de Nic dans Tout va bien, The Kids Are All Right (The Kids Are All Right)
- Meilleur acteur dans un second rôle :
  - Mark Ruffalo pour le rôle de Paul dans Tout va bien, The Kids Are All Right (The Kids Are All Right)
- Meilleure actrice dans un second rôle :
  - Melissa Leo pour le rôle d'Alice dans Fighter (The Fighter)
- Meilleur premier film :
  - David Michôd pour Animal Kingdom
- Meilleur scénario :
  - Tout va bien, The Kids Are All Right (The Kids Are All Right) – Lisa Cholodenko et Stuart Blumberg
- Meilleure photographie :
  - Black Swan – Matthew Libatique
- Meilleur film en langue étrangère :
  - Carlos •  France
- Meilleur film d'animation :
  - L'Illusionniste (The Illusionist)
- Meilleur documentaire :
  - Inside Job
- Special Award :
  - Jeff Hill